# Judo na Letních olympijských hrách 2016 – muži – superlehká váha
Zápasy v judu na Letních olympijských hrách v Riu v kategorii superlehkých vah mužů proběhly v hale Carioca Arena 2 v přilehlé části Ria de Janeira v Barra da Tijuca 6. srpna 2016.

## Finále
| finále          |                 |
| --------------- | --------------- |
| Beslan Mudranov | Beslan Mudranov |
| Eldos Smetov    | Beslan Mudranov |

## Opravy / O bronz
Poražení čtvrtfinalisté se utkávají mezi sebou v opravách. Vítězové oprav následně vyzvou poražené semifinalisty v boji o bronzovou medaili.
| opravy              | o bronz             |                     |
| ------------------- | ------------------- | ------------------- |
| Kim Won-čin         | Naohisa Takató      | Naohisa Takató      |
| Naohisa Takató      | Naohisa Takató      | Naohisa Takató      |
|                     | Orchan Safarov      | Naohisa Takató      |
| Felipe Kitadai      | Diyorbek Oʻrozboyev | Diyorbek Oʻrozboyev |
| Diyorbek Oʻrozboyev | Diyorbek Oʻrozboyev | Diyorbek Oʻrozboyev |
|                     | Amiran Papinašvili  | Diyorbek Oʻrozboyev |

## Pavouk
|   | 1/64                 | 1/32                 | 1/16                 | čtvrtfinále         | semifinále         | finále          |
| - | -------------------- | -------------------- | -------------------- | ------------------- | ------------------ | --------------- |
| A | volný los            | Kim Won-čin          | Kim Won-čin          | Kim Won-čin         | Beslan Mudranov    | Beslan Mudranov |
| A | volný los            | Kim Won-čin          | Kim Won-čin          | Kim Won-čin         | Beslan Mudranov    | Beslan Mudranov |
| A | volný los            | Elios Manzi          | Kim Won-čin          | Kim Won-čin         | Beslan Mudranov    | Beslan Mudranov |
| A | volný los            | Elios Manzi          | Kim Won-čin          | Kim Won-čin         | Beslan Mudranov    | Beslan Mudranov |
| A | José Ramos           | Cendočiryn Cogtbátar | Cendočiryn Cogtbátar | Kim Won-čin         | Beslan Mudranov    | Beslan Mudranov |
| A | Cendočiryn Cogtbátar | Cendočiryn Cogtbátar | Cendočiryn Cogtbátar | Kim Won-čin         | Beslan Mudranov    | Beslan Mudranov |
| A | volný los            | Juho Reinvall        | Cendočiryn Cogtbátar | Kim Won-čin         | Beslan Mudranov    | Beslan Mudranov |
| A | volný los            | Juho Reinvall        | Cendočiryn Cogtbátar | Kim Won-čin         | Beslan Mudranov    | Beslan Mudranov |
| A | volný los            | Beslan Mudranov      | Beslan Mudranov      | Beslan Mudranov     | Beslan Mudranov    | Beslan Mudranov |
| A | volný los            | Beslan Mudranov      | Beslan Mudranov      | Beslan Mudranov     | Beslan Mudranov    | Beslan Mudranov |
| A | volný los            | Jeroen Mooren        | Beslan Mudranov      | Beslan Mudranov     | Beslan Mudranov    | Beslan Mudranov |
| A | volný los            | Jeroen Mooren        | Beslan Mudranov      | Beslan Mudranov     | Beslan Mudranov    | Beslan Mudranov |
| A | volný los            | Ludwig Paischer      | Ovanes Davtjan       | Beslan Mudranov     | Beslan Mudranov    | Beslan Mudranov |
| A | volný los            | Ludwig Paischer      | Ovanes Davtjan       | Beslan Mudranov     | Beslan Mudranov    | Beslan Mudranov |
| A | volný los            | Ovanes Davtjan       | Ovanes Davtjan       | Beslan Mudranov     | Beslan Mudranov    | Beslan Mudranov |
| A | volný los            | Ovanes Davtjan       | Ovanes Davtjan       | Beslan Mudranov     | Beslan Mudranov    | Beslan Mudranov |
| B | volný los            | Naohisa Takató       | Naohisa Takató       | Naohisa Takató      | Amiran Papinašvili | Beslan Mudranov |
| B | volný los            | Naohisa Takató       | Naohisa Takató       | Naohisa Takató      | Amiran Papinašvili | Beslan Mudranov |
| B | volný los            | Yann Siccardi        | Naohisa Takató       | Naohisa Takató      | Amiran Papinašvili | Beslan Mudranov |
| B | volný los            | Yann Siccardi        | Naohisa Takató       | Naohisa Takató      | Amiran Papinašvili | Beslan Mudranov |
| B | volný los            | Pavel Petřikov ml.   | Pavel Petřikov ml.   | Naohisa Takató      | Amiran Papinašvili | Beslan Mudranov |
| B | volný los            | Pavel Petřikov ml.   | Pavel Petřikov ml.   | Naohisa Takató      | Amiran Papinašvili | Beslan Mudranov |
| B | volný los            | Gavin Mogopa         | Pavel Petřikov ml.   | Naohisa Takató      | Amiran Papinašvili | Beslan Mudranov |
| B | volný los            | Gavin Mogopa         | Pavel Petřikov ml.   | Naohisa Takató      | Amiran Papinašvili | Beslan Mudranov |
| B | volný los            | Amiran Papinašvili   | Amiran Papinašvili   | Amiran Papinašvili  | Amiran Papinašvili | Beslan Mudranov |
| B | volný los            | Amiran Papinašvili   | Amiran Papinašvili   | Amiran Papinašvili  | Amiran Papinašvili | Beslan Mudranov |
| B | volný los            | Sergio Pessoa Jr.    | Amiran Papinašvili   | Amiran Papinašvili  | Amiran Papinašvili | Beslan Mudranov |
| B | volný los            | Sergio Pessoa Jr.    | Amiran Papinašvili   | Amiran Papinašvili  | Amiran Papinašvili | Beslan Mudranov |
| B | Caj Ming-jen         | Caj Ming-jen         | Janislav Gerčev      | Amiran Papinašvili  | Amiran Papinašvili | Beslan Mudranov |
| B | Soukphaxay Sithisane | Caj Ming-jen         | Janislav Gerčev      | Amiran Papinašvili  | Amiran Papinašvili | Beslan Mudranov |
| B | volný los            | Janislav Gerčev      | Janislav Gerčev      | Amiran Papinašvili  | Amiran Papinašvili | Beslan Mudranov |
| B | volný los            | Janislav Gerčev      | Janislav Gerčev      | Amiran Papinašvili  | Amiran Papinašvili | Beslan Mudranov |
| C | volný los            | Orchan Safarov       | Orchan Safarov       | Orchan Safarov      | Orchan Safarov     | Eldos Smetov    |
| C | volný los            | Orchan Safarov       | Orchan Safarov       | Orchan Safarov      | Orchan Safarov     | Eldos Smetov    |
| C | volný los            | Juan Postigos        | Orchan Safarov       | Orchan Safarov      | Orchan Safarov     | Eldos Smetov    |
| C | volný los            | Juan Postigos        | Orchan Safarov       | Orchan Safarov      | Orchan Safarov     | Eldos Smetov    |
| C | volný los            | Ahmed Abelrahman     | Otar Bestajev        | Orchan Safarov      | Orchan Safarov     | Eldos Smetov    |
| C | volný los            | Ahmed Abelrahman     | Otar Bestajev        | Orchan Safarov      | Orchan Safarov     | Eldos Smetov    |
| C | volný los            | Otar Bestajev        | Otar Bestajev        | Orchan Safarov      | Orchan Safarov     | Eldos Smetov    |
| C | volný los            | Otar Bestajev        | Otar Bestajev        | Orchan Safarov      | Orchan Safarov     | Eldos Smetov    |
| C | volný los            | Felipe Kitadai       | Felipe Kitadai       | Felipe Kitadai      | Orchan Safarov     | Eldos Smetov    |
| C | volný los            | Felipe Kitadai       | Felipe Kitadai       | Felipe Kitadai      | Orchan Safarov     | Eldos Smetov    |
| C | Simon Yacoub         | Walide Khyar         | Felipe Kitadai       | Felipe Kitadai      | Orchan Safarov     | Eldos Smetov    |
| C | Walide Khyar         | Walide Khyar         | Felipe Kitadai       | Felipe Kitadai      | Orchan Safarov     | Eldos Smetov    |
| C | volný los            | Francisco Garrigós   | Tobias Englmaier     | Felipe Kitadai      | Orchan Safarov     | Eldos Smetov    |
| C | volný los            | Francisco Garrigós   | Tobias Englmaier     | Felipe Kitadai      | Orchan Safarov     | Eldos Smetov    |
| C | volný los            | Tobias Englmaier     | Tobias Englmaier     | Felipe Kitadai      | Orchan Safarov     | Eldos Smetov    |
| C | volný los            | Tobias Englmaier     | Tobias Englmaier     | Felipe Kitadai      | Orchan Safarov     | Eldos Smetov    |
| D | volný los            | Eldos Smetov         | Eldos Smetov         | Eldos Smetov        | Eldos Smetov       | Eldos Smetov    |
| D | volný los            | Eldos Smetov         | Eldos Smetov         | Eldos Smetov        | Eldos Smetov       | Eldos Smetov    |
| D | volný los            | Elhadi Elkawisah     | Eldos Smetov         | Eldos Smetov        | Eldos Smetov       | Eldos Smetov    |
| D | volný los            | Elhadi Elkawisah     | Eldos Smetov         | Eldos Smetov        | Eldos Smetov       | Eldos Smetov    |
| D | volný los            | Ashley McKenzie      | Ashley McKenzie      | Eldos Smetov        | Eldos Smetov       | Eldos Smetov    |
| D | volný los            | Ashley McKenzie      | Ashley McKenzie      | Eldos Smetov        | Eldos Smetov       | Eldos Smetov    |
| D | volný los            | Bekir Özlü           | Ashley McKenzie      | Eldos Smetov        | Eldos Smetov       | Eldos Smetov    |
| D | volný los            | Bekir Özlü           | Ashley McKenzie      | Eldos Smetov        | Eldos Smetov       | Eldos Smetov    |
| D | volný los            | Diyorbek Oʻrozboyev  | Diyorbek Oʻrozboyev  | Diyorbek Oʻrozboyev | Eldos Smetov       | Eldos Smetov    |
| D | volný los            | Diyorbek Oʻrozboyev  | Diyorbek Oʻrozboyev  | Diyorbek Oʻrozboyev | Eldos Smetov       | Eldos Smetov    |
| D | volný los            | Josh Katz            | Diyorbek Oʻrozboyev  | Diyorbek Oʻrozboyev | Eldos Smetov       | Eldos Smetov    |
| D | volný los            | Josh Katz            | Diyorbek Oʻrozboyev  | Diyorbek Oʻrozboyev | Eldos Smetov       | Eldos Smetov    |
| D | volný los            | Lenin Preciado       | Ludovic Chammartin   | Diyorbek Oʻrozboyev | Eldos Smetov       | Eldos Smetov    |
| D | volný los            | Lenin Preciado       | Ludovic Chammartin   | Diyorbek Oʻrozboyev | Eldos Smetov       | Eldos Smetov    |
| D | volný los            | Ludovic Chammartin   | Ludovic Chammartin   | Diyorbek Oʻrozboyev | Eldos Smetov       | Eldos Smetov    |
| D | volný los            | Ludovic Chammartin   | Ludovic Chammartin   | Diyorbek Oʻrozboyev | Eldos Smetov       | Eldos Smetov    |